# Bir Foda
Bir Foda est une commune de la wilaya de M'Sila en Algérie.